# Monterey (del av en befolkad plats)
Monterey är en del av en befolkad plats i Australien. Den ligger i kommunen Rockdale och delstaten New South Wales, i den sydöstra delen av landet, omkring 14 kilometer sydväst om delstatshuvudstaden Sydney. Antalet invånare är 4 148.
Trakten är tätbefolkad. Närmaste större samhälle är Sydney, omkring 14 kilometer nordost om Monterey. 
Runt Monterey är det i huvudsak tätbebyggt. Genomsnittlig årsnederbörd är 1 507 millimeter. Den regnigaste månaden är juni, med i genomsnitt 232 mm nederbörd, och den torraste är juli, med 39 mm nederbörd.